# Kopalnia Jacob
Kopalnia „Jacob” – kopalnia węgla kamiennego, która znajdowała się na terenie dzisiejszych Katowic, na obszarze dzielnicy Giszowiec, przy obecnej ulicy Pszczyńskiej, działająca w latach 1840–1901.

## Historia
Została ona nadana 17 lutego 1840 roku. Pierwszy szyb kopalni, będący szybem sztolniowym, wybudowano w miejscu obecnej dzwonnicy kościoła św. Stanisława Kostki. Wydobycie węgla kamiennego rozpoczęto w niej w 1851 roku. Kopalnia należała wówczas w połowie do Marii Winckler, wdowie po zmarłym w tym samym 1851 roku Franzu Wincklerze, a w drugiej połowie do Daniela Henryka Dalibora z Wełnowca i Wojciecha Dudzika.
W 1859 roku, w miejscu przyszłej willi dyrektora kopalni „Giesche”, wybudowano szyb „Maszynowy”, przy którym mieściła się maszyna parowa. W późniejszym czasie prowadzono w kopalni roboty górnicze, mające doprowadzić do udostępnienia nowych pokładów. Przed 1883 rokiem, w miejscu obecnej stacji kontroli pojazdów przy ulicy Pszczyńskiej, powstał szyb „Grundmann”. 
Pokład węgla „Jacob” miał miąższość 1,4 m. W 1858 roku wydobycie w zakładzie, zatrudniającym wówczas 97 górników, wyniosło 29,1 tys. ton węgla kamiennego. W 1873 roku wydobyto z niego 27,9 tys. ton węgla, zaś w 1894, najlepszym w całej historii kopalni – 78,1 tys. ton.
12 grudnia 1896 roku wszystkie kuksy posiadali już Wincklerowie, wykupując je od Dalibora i Duzika. W 1899 roku kopalnię „Jacob” wraz z polem górniczym „Reserve” sprzedano spółce Georg von Giesches Erben, a rok później całość połączono z kopalnią „Giesche” (późniejszy „Wieczorek”). Wydobycie w kopalni „Jacob” prowadzono do 1901 roku.
Na terenie dawnej kopalni „Jacob” (szyb „Grundmann”) wybudowano stację kontroli pojazdów. Pozostałością po kopalni jest Hałda Jakuba, przy której w okresie I wojny światowej, powstań i w późniejszych okresach prowadzono plany konspiracyjne, w tym rozbrojenia oddziału Grenzschutzu w czasie powstań lub przed wybuchami strajków w latach międzywojennych.